# Sloveniens fodboldforbund
Nogometna zveza Slovenije (NZS) er Sloveniens nationale fodboldforbund og dermed det øverste ledelsesorgan for fodbold i landet. Det administrerer en række slovenske fodbolddivisioner og landsholdet og har hovedsæde i Ljubljana.
Forbundet blev grundlagt i 1920 og blev medlem af FIFA og UEFA i 1992.

## Ekstern henvisning
- NZS.si

| Fodbold | Spire Denne artikel om en fodboldorganisation er en spire som bør udbygges. Du er velkommen til at hjælpe Wikipedia ved at udvide den. |